# Loreta Zakarevičienė
Loreta Zakarevičienė (ur. 6 stycznia 1956 w Wilnie; zm. 29 maja 2022) – litewska fizyk, polityk i dyplomata, od 2010 do 2014 ambasador Litwy w Polsce. W latach 2014–2018 ambasador w Austrii.

## Życiorys
W latach 1973–1978 studiowała na Wydziale Matematyczno-Mechanicznym Uniwersytetu Wileńskiego. Odbyła szereg szkoleń zagranicznych, m.in. w zakresie komunikacji społecznej a w 2001 ukończyła Kolegium Obrony NATO w Rzymie.
Po studiach pracowała w Instytucie Fizyki Litewskiej Akademii Nauk. W 1990 rozpoczęła współpracę z przewodniczącym Rady Najwyższej Litwy Vytautasem Landsbergisem. Przez kilka lata pracowała jako jego doradca, a w latach 1996–2000, gdy Landsbergis pełnił funkcję przewodniczącego Sejmu, była jego rzecznikiem prasowym.
Od 2000 pracuje w litewskiej dyplomacji. Przez trzy lata była radcą w Wydziale ds. Integracji z NATO w Departamencie Polityki Bezpieczeństwa Ministerstwa Spraw Zagranicznych. W latach 2003–2007 pracowała jako radca ds. politycznych w Misji oraz Stałym Przedstawicielstwie Republiki Litewskiej przy NATO. Od 2007 do 2009 była zastępcą szefa placówki w Ambasadzie Litwy w Kiszyniowie. Po powrocie do kraju w zespole doradców premiera Andriusa Kubiliusa odpowiadała za politykę zagraniczną.
W 2010 objęła kierownictwo Ambasady Republiki Litewskiej w Polsce. W 2014 została ambasadorem w Austrii. Pełniła także misję na Słowacji i w Słowenii. Jesienią 2018 została odwołana do kraju ze wszystkich stanowisk. 

## Życie prywatne
Była wdową, miała dwoje dzieci. Deklarowała znajomość języków angielskiego, polskiego i rosyjskiego.